# Santa Cecília do Pavão
Santa Cecília do Pavão ist ein brasilianisches Munizip im Norden des Bundesstaats Paraná. Es hat 3365 Einwohner (2022), die sich Pavonenser oder Cecilienser nennen. Seine Fläche beträgt 110 km². Es liegt 647 Meter über dem Meeresspiegel.

## Etymologie
Wegen seiner Lage im Gebiet Água do Pavão (deutsch: Pfauenbach) des Munizips São Jerônimo da Serra wurde der Ort zunächst Pavão genannt. Beim Bau einer Kapelle im Jahr 1947 wurde das Bildnis der Heiligen Cäcilie auf dem Altar aufgestellt. Daraus entstand der Ortsname.

## Geschichte

### Besiedlung
Lupércio do Amaral Soares und einige Gefährten errichteten 1945 den ersten Schuppen auf dem Gelände im hochgelegenen Teil der Region Água do Pavão im Munizip São Jerônimo da Serra. Daraus wurde einige Zeit später das Dorf Pavão. Von da an begannen die Arbeiten zur Konsolidierung des Gutes. Im Jahr 1947 wurde eine Kapelle mit dem Altarbild der Heiligen Cäcilie errichtet. Damals wurden vor allem Kaffee und Baumwolle angebaut. Dies führte dazu, dass viele Familien aus Paraná und anderen Staaten Brasiliens hier her zogen.

### Erhebung zum Munizip
Santa Cecília do Pavão wurde durch das Staatsgesetz Nr. 4245 vom 5. Juli 1960 aus São Jerônimo da Serra ausgegliedert und in den Rang eines Munizips erhoben. Es wurde am 22. November 1961 als Munizip installiert.

## Geografie

### Fläche und Lage
Santa Cecília do Pavão liegt auf dem Terceiro Planalto Paranaense (der Dritten oder Guarapuava-Hochebene von Paraná). Seine Fläche beträgt 110 km². Es liegt auf einer Höhe von 647 Metern.

### Vegetation
Das Biom von Santa Cecília do Pavão ist Mata Atlântica.

### Klima
Das Klima ist gemäßigt warm. Es werden hohe Niederschlagsmengen verzeichnet (1437 mm pro Jahr). Die Klimaklassifikation nach Köppen und Geiger lautet Cfa. Im Jahresdurchschnitt liegt die Temperatur bei 20,8 °C.

### Gewässer
Santa Cecília do Pavão liegt im Einzugsgebiet des Rio Tibaji. Dessen rechter Nebenfluss Rio São Jerônimo bildet die westliche Grenze des Munizips.

### Straßen
Santa Cecília do Pavão liegt an der PR-090. Diese führt nach Norden bis an die Paranapanema-Talsperre Capivara und nach Süden bis Piraí do Sul.

### Nachbarmunizipien
| Assaí | São Sebastião da Amoreira                    |                          |
|       | Kompassrose, die auf Nachbargemeinden zeigt  | Santo Antônio do Paraíso |
|       | São Jerônimo da Serra und Nova Santa Bárbara |                          |

## Stadtverwaltung
Bürgermeister: Edimar Aparecido Pereira dos Santos, PTB (2021–2024)
Vizebürgermeister: Paulo Vietze, PTB (2021–2024)

## Demografie

### Bevölkerungsentwicklung
| Jahr | Einwohner | Stadt | Land |
| ---- | --------- | ----- | ---- |
| 1970 | 13.313    | 24 %  | 76 % |
| 1980 | 9.871     | 43 %  | 57 % |
| 1991 | 8.642     | 55 %  | 45 % |
| 2000 | 4.064     | 74 %  | 26 % |
| 2010 | 3.646     | 84 %  | 16 % |
| 2022 | 3.365     |       |      |

Quelle: IBGE (2011) und Volkszählung 2022

### Ethnische Zusammensetzung
| Gruppe * | 1991    | 2000    | 2010    | wer sich als …                                                                   |
| --- | ------- | ------- | ------- | -------------------------------------------------------------------------------- |
| Weiße | 84,3 %  | 72,1 %  | 59,7 %  | weiß bezeichnet                                                                  |
| Schwarze | 2,9 %   | 2,4 %   | 2,8 %   | schwarz bezeichnet                                                               |
| Gelbe | 1,9 %   | 2,0 %   | 2,1 %   | von fernöstlicher Herkunft wie japanisch, chinesisch, koreanisch etc. bezeichnet |
| Braune | 10,8 %  | 23,2 %  | 35,3 %  | braun oder als Mischung aus mehreren Gruppen bezeichnet                          |
| Indigene | 0,0 %   | 0,2 %   | 0,1 %   | Ureinwohner oder Indio bezeichnet                                                |
| ohne Angabe | 0,0 %   | 0,1 %   | 0,0 %   |                                                                                  |
| Gesamt | 100,0 % | 100,0 % | 100,0 % |                                                                                  |
| *) Das IBGE verwendet für Volkszählungen ausschließlich diese fünf Gruppen. Es verzichtet bewusst auf Erläuterungen. Die Zugehörigkeit wird vom Einwohner selbst festgelegt. |         |         |         |                                                                                  |

Quelle: IBGE (Stand: 1991, 2000 und 2010)

## Persönlichkeiten
- Kleber Romero (* 1976), Fußballspieler